# 郭圖
郭圖（？—205年），字公則，潁川人，東漢末期人物。

## 生平

### 袁紹部下
郭圖本為潁川郡太守陰修屬下計吏，後為冀州牧韓馥部下。初平二年（191年），辛評、荀諶及郭圖共同說服韓馥出讓冀州州牧職位予袁紹，郭圖受邀為部下。
興平二年（195年），漢獻帝的御驾在曹阳被李傕的兵馬所追上，謀臣沮授知道了便劝袁绍將落難的獻帝迎至冀州奉戴。袁紹原本聽了之後有迎接獻帝之意，但郭圖和淳于瓊反對迎接獻帝，於是袁紹拒絕沮授的建議。在《三國志·袁紹傳》則記載袁紹以郭圖為使者接見獻帝，但郭圖回歸之後勸告袁紹迎接獻帝反被拒絕。裴松之認為《獻帝傳》註解中郭圖反對的立場和《三國志》本傳迎接的立場有違。無論如何，獻帝最終為曹操所迎接，從此曹操挾天子以令諸侯。
官渡之戰期間，郭圖與顏良和淳于瓊一起進攻守護白馬的曹將劉延，但以失敗告終。後曹軍襲擊烏巢糧倉，張郃主張援救烏巢，但郭圖建議圍魏救趙、直攻曹軍大營解烏巢之危，張郃分析曹軍大營難以攻破無法成功，最後袁紹聽信郭圖建議，派張郃直攻曹營，結果張郃攻曹軍大營不下還丟了烏巢糧倉。出餿主意的郭圖害怕被袁紹問責，誣告張郃不盡力，導致張郃憤而投降曹操。官渡之戰後，審配兩位兒子被虜，袁紹之將孟岱對審配有讒言，郭圖、辛評同意，袁紹令孟岱代替審配守鄴城。

### 輔助袁譚
建安七年（202年）袁紹憂憤而死。袁紹以袁尚美貌及後妻劉氏所喜愛而欲立為繼承人，但未正式表態。眾人因袁譚為長子欲立為繼承人，但逢紀、審配一派與辛評、郭圖、袁譚一派不和，逢紀等因為懼怕袁譚即位後加害，私下改袁紹遺命，立袁尚繼位。袁譚不能繼位，自稱車騎將軍，屯黎陽。

### 城破被殺
袁譚要求鎧甲及士兵，袁尚拒絕。在郭圖、辛評挑撥下，袁譚與袁尚互相攻擊。其間聯合曹操攻擊袁尚，但不久叛變。建安十年（205年），曹操興兵進攻南皮（今滄州南皮縣），袁譚奮力抵抗，終於在曹操急攻之下戰敗，城破後郭圖被斬。